# Richard Horna
Richard Horna (24. března 1892 Praha – 17. července 1953 Lázně Bělohrad) byl český právník a právní historik, profesor československých právních dějin a děkan na Právnické fakultě Univerzity Komenského v Bratislavě.

## Život a dílo
Narodil se v rodině strojvůdce Antonína Horny (1858–??) a matky Marie, rozené Wosibauerové (1868–??). Byl nejstarší ze tří sourozenců (měl dvě sestry). Studoval práva na Karlo-Ferdinandově univerzitě v Praze, kde byl v roce 1915 promován doktorem práv.
Po vzniku Československa se stal knihovníkem ministerstva školství, zároveň ale pracoval na své habilitaci v oboru československých právních dějin, ke které došlo v roce 1921. Na pražské právnické fakultě pak přednášel jak dějiny veřejného a soukromého práva ve střední Evropě, tak dějiny práva na území Republiky československé, ale už o rok později byl jmenován mimořádným a v roce 1929 řádným profesorem na právnické fakultě Univerzity Komenského v Bratislavě. Vedl semináře obou těchto základních historickoprávních oborů, později po stabilizaci poměrů již zajišťoval výuku jen československých právních dějin. Také zde v letech 1932–1933 a 1937–1938 působil ve funkci děkana fakulty a byl např. členem Šafaříkovy učené společnosti nebo Slovanského ústavu. Po vzniku samostatného Slovenska se ale musel vrátit do Prahy a až do uzavření českých vysokých škol ke konci roku 1939 přednášel na české technice a na Vysoké škole obchodní.
Vědecky se věnoval převážně ústavním a správním dějinám Slovenska a vedlejších českých zemí, Moravy a Slezska. K těmto tématům publikoval řadu článků a samostatných prací, např. K dějinám moravských úředníků (I. 1922, II. 1923), Návrh zemského zřízení pro Krnovsko z r. 1673 (1922), Několik kapitol z dějin údělných knížat na Moravě (1926), Bratislavská městská knížka přísah (1928), Monsterproces s čarodějnicemi v Šamoríně koncem XVII. století (1934) nebo Pranýře na Slovensku (1937). Napsal ale také třeba díla o dějinách bratislavské univerzity nebo z oblasti vinařství: O bratislavském vinařství (1935) či Výčepnické právo vinohradníků (1941).